# 日本基督教団島之内教会
日本基督教団島之内教会（にほんキリストきょうだんしまのうちきょうかい）は、大阪府大阪市中央区東心斎橋に所在するキリスト教の教会。教派はプロテスタント (日本基督教団) 。建物は国の登録有形文化財となっている。

## 沿革
1882年 (明治15年) 、デフォレスト宣教師から男女6名が洗礼を受け、会堂を献堂。当時、同志社英学校神学科に在学していた上原方立 (熊本バンドの一人) を牧師に招聘した。1929年 (昭和4年) 、現会堂を建築。 1945年3月の大阪大空襲で炎上したが順次復興工事を行い、1950年7月に完了。

## 西原牧師時代の文化活動
1966年から1988年まで牧師を務めた西原明は、「教会」という枠にとらわれない文化活動をおこなった。これは西原が1961年に渡米した際にニューヨークのジャドソン記念教会が教会劇場を開いているのを見たことに由来する。当時教会の部屋を稽古場に使用していた劇団と相談し、教会員とも協議の上で、1968年6月から「島之内小劇場」を定期的に開催した。さらに、たまには上方芸能もしてみてはどうかという話から、6代目笑福亭松鶴に相談の上で、1972年2月からは上方落語の公演「島之内寄席」が開催された（当教会での開催は1974年2月まで）。
1976年12月からは関西室内楽協会がチャペルコンサートを開始し、西原の退任までに214回開催された。西原退任後も継続されたコンサートは、2005年に教会が一般への貸し出し停止を決めたため、同年12月をもって終了した（その後貸し出し再開）。2009年に西原が死去した際に、関西室内楽協会によって記念音楽会が実施されている。
また、島之内寄席が移転してから途絶えていた落語は、桂吉弥が2015年から毎年12月に「桂吉弥のお仕事です。Special」と題した落語会を開催している。

## コンサート
会堂にはフランス・ガルニエ社製のパイプオルガンがあり、特別礼拝で使用される。前記の関西室内楽協会のコンサートでも使用されていた。

## 文化財
1928年竣工の会堂は3階建、陸屋根、建築面積384平方メートル。設計は弓町本郷教会、福岡警固教会、天満教会も手掛けた中村鎮。6本の角柱を並べる玄関、化粧ブロックで正面性を打ち出している。設計者が開発した「中村式鉄筋コンクリートブロック構造」で、近代建築の発展過程を示す作品となっている。2009年 (平成21年) 11月2日、国の登録有形文化財となった。

## 現地情報

### 所在地
大阪府大阪市中央区東心斎橋1－38(北緯34度40分19.7秒 東経135度30分18.1秒 / 北緯34.672139度 東経135.505028度)

### 交通アクセス
- 大阪メトロ長堀橋駅より徒歩5分

### 周辺施設
- 南警察署
- TB-SQUARE